# Stenodesmus acuarius
Stenodesmus acuarius är en mångfotingart som först beskrevs av Carl Graf Attems 1931.  Stenodesmus acuarius ingår i släktet Stenodesmus och familjen Xystodesmidae. Inga underarter finns listade i Catalogue of Life.